# Matilde Campodónico
Matilde Campodónico (Montevideo, 1969) es una artista visual y fotógrafa uruguaya. Pasa parte de su infancia y su adolescencia en México. Actualmente vive y produce en Montevideo.

## Obra
Su  obra se ha enfocado en pensar la fotografía desde diversos ángulos. En ese universo ha construido piezas que incluyen la fotografía de manera física, pero también algunas que, como Campo Blanco, se ocupan de ella utilizando otros lenguajes.  Parte de la materia y de la reflexión en sus obras  proviene de su práctica como fotógrafa documentalista.

## Trayectoria
Inicia su trayectoria estudiando fotografía con Diana Mines.
A partir de ese momento comienza a participar en muestras colectivas, destacándose "Noventas mil. Fotografía" en el Cabildo de Montevideo, con curaduría de Patricia Bentancur. En 1999 exhibe "Napa Freática" en Fundación Buquebus, serie que luego formará parte del MUVA, curaduría de Alicia Haber.
En 2005 exhibe la serie "Paisajes interiores" en la Galería ArtexArte en Buenos Aires. Un resumen de esa muestra estuvo expuesta en las ciudades de Ámsterdam (ABC Treehouse Gallery , Kuntur Gallery) y Utrecht (Cervantes Institut).
En 2008 es seleccionada para el 53 Premio Nacional de Artes Visuales. 
En 2012 expone la instalación site specific  "Miradas cercanas", con curaduría de Federico Arnaud en el Museo de Arte Precolombino e Indígena.
En 2014 es convocada para la II Bienal de Montevideo, con curaduría de Alfons Hug, en el BROU, donde presenta la instalación "Siempre presente".
En 2016 Es seleccionada para participar en MUFF, en la línea de “El límite de lo fotográfico” bajo la supervision de Pio Figueiroa y Luis Camnitzer como inductor pedagógico. En 2017 estrena su  proyecto de instalación y performance “Campo Blanco”, en coautoría con Sergio Blanco y lo exhibe en el Centro de Fotografía.  En 2018 es publicado "Campo Blanco" en Argentina por Asunción Casa Editora. 
En 2018 participa en "Intervention" con una instalación site specific. Curaduría de Juan José Santos. Centro de Exposiciones SUBTE. Exposición colectiva junto a Javier Arce, Tania Bruguera, Catalina Bunge y Ana Corti, Luis Camnitzer, Dora García, Cristina Lucas, Ivan Argote , Luis San Sebastián.
También en este año participa en el envío de  “Fotografía Contemporánea Uruguaya” a PhotoEspaña que se exhibe en Casa de América, Madrid y es seleccionada, junto a Sergio Blanco, para el 58 Premio Nacional de Artes Visuales.
En 2019 presenta "Este Lugar"  una exposición individual en el Espacio Cultural de la Embajada de México en Montevideo, es seleccionada para exponer en el 49 Premio Montevideo de Artes Visuales y expone la obra "Siesta", una instalación realizada en colaboración con su hermano, Juan Campodónico en el ArtFest en Pueblo Garzón. 
En 2020 obtiene junto a Nausícaa Palomeque el  Premio Nacional de Prensa Escrita por un reportaje sobre la migración de mujeres y niños en México. Expone junto al colectivo Covidlatam en el Bronx Documentary Center, en Nueva York, parte de su ensayo "En vilo" y es seleccionada para el 59 Premio Nacional de Artes Visuales.
En 2021 participa en la exposición colectiva  “Material thinking”, China-Uruguay Virtual Contemporary Material Art Exchange Exhibition. Tsinghua University, Beijing y forma parte del libro  “Mirar la mente”, Editorial Estuario. 8 artistas y 8 científicos y sus procesos. Montevideo. Es curadora junto a Rafael Vilela de la muestra colectiva "En vilo" en la Fotogalería en el Parque Rodó del CdF.
Ha trabajado como fotógrafa documentalista los últimos 15 años. Ha sido colaboradora del diario The New York Times, de la revista Rolling Stone en su edición argentina, del diario The Globe and Mail, entre otros y se ocupa de las fotografías en Uruguay de la agencia de noticias The Associated Press (AP)  desde el año 2008. Sus fotos forman parte de gran variedad de proyectos editoriales y ha contribuido en el arte gráfico de varias decenas de discos.